# Rashidali
Rashidali (en persan : رشيدعلي romanisé en Rashīd'alī) est un village de la province de Kermanshah en Iran. Lors du recensement de 2006, sa population était de 131 habitants pour 31 familles.